# Caileigh Filmer
Caileigh Filmer (Vitória, 18 de dezembro de 1996) é uma remadora canadense, medalhista olímpica.

## Carreira
Formada pela Universidade da Califórnia em Berkeley, Filmer conquistou a medalha de bronze nos Jogos Olímpicos de Verão de 2020 em Tóquio na prova de dois sem feminino, ao lado de Hillary Janssens, com o tempo de 6:52.10.
Nos Jogos Olímpicos de Verão de 2024, em Paris, conquistou a medalha de prata na competição de oito com feminino, ao lado de Abigail Dent, Kasia Gruchalla-Wesierski, Maya Meschkuleit, Sydney Payne, Jessica Sevick, Kristina Walker, Avalon Wasteneys e Kristen Kit, com o tempo de 5:58.84.